# Maria Königin (Dudeldorf)

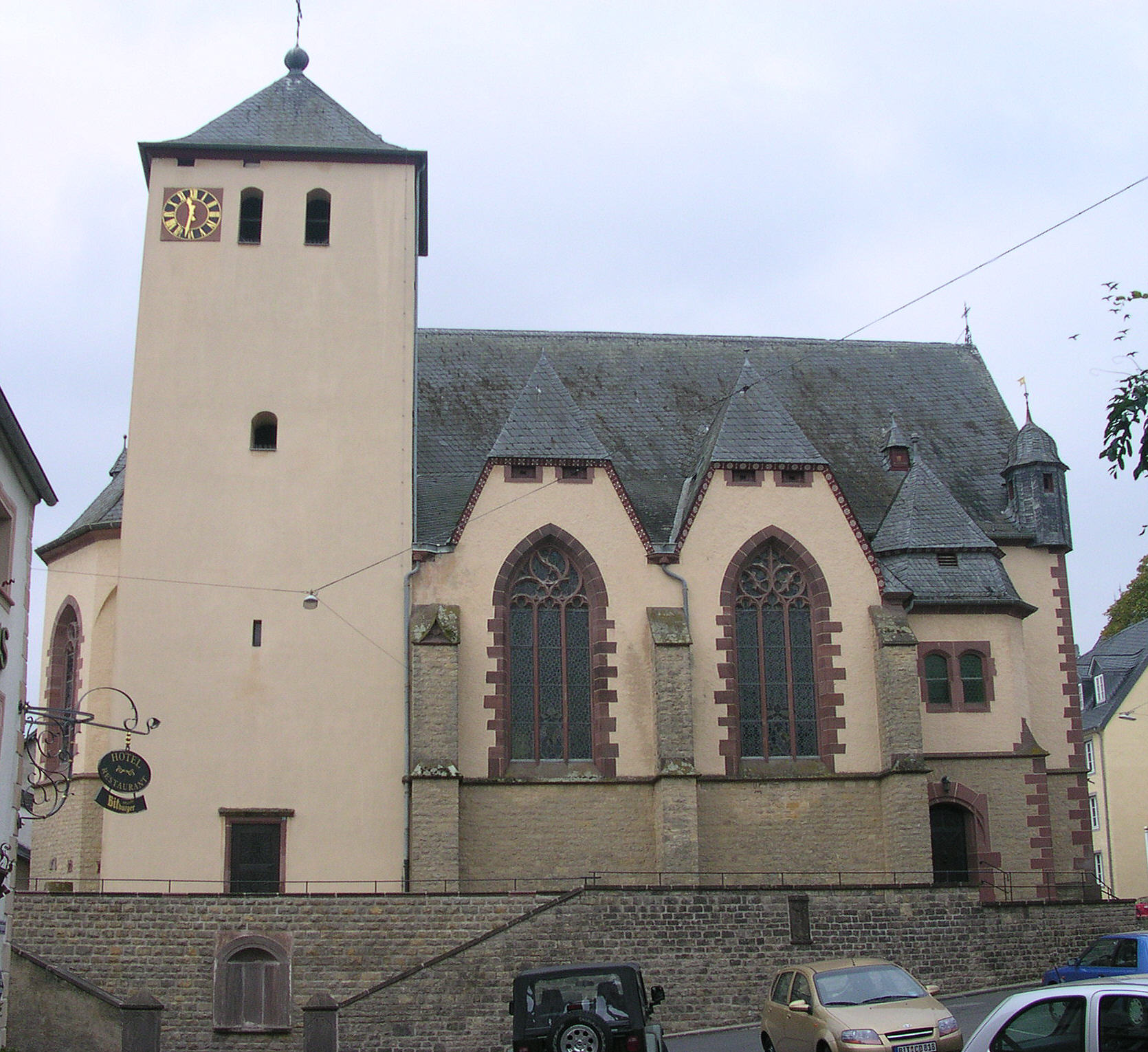
Blick auf die Turmseite

Die Pfarrkirche St. Maria Königin ist eine denkmalgeschützte katholische Pfarrkirche in Dudeldorf im Eifelkreis Bitburg-Prüm in Rheinland-Pfalz.

## Geschichte
Die Pfarrkirche befindet sich in der Nähe des Alten Brauhauses und der Burg Dudeldorf.
Die Kirche wurde 1909 vom Architekten Heinrich Renard in der Form der Spätgotik renoviert und umgebaut. Der Kirchturm, welcher aus dem Mittelalter stammt, ist rechteckig erbaut. Früher diente er als Chorturm und war für damalige zu Verteidigungszwecke eingerichtet. Er trägt heute ein Pyramidendach. Die Kirche ist bewusst asymmetrisch gestaltet. Sie ist mit unterschiedlichem Material verkleidet (verputzte Wandflächen als Kalksteinmauerwerk, Eckquaderungen, Fensterrahmungen mit Heiligenbildern und Gesimse in rotem Sandstein) und soll von innen malerisch wirken, was den Stil von 1900 hervorhebt. Das Kreuzrippengewölbe, welches von Sechseckpfeilern gestützt wird, überspannt den größten Teil des Hallenschiffs. Die Seitenschiffe sind unterschiedlich gestaltet: Das linke ist wegen des Kirchturms kürzer. Der Chor ist fünfseitig. Beichtstühle und Kanzel stammen aus dem 18. Jahrhundert. Am Außenbau steht rechts neben dem Haupteingang eine spätgotische Sandsteinfigur aus der ersten Hälfte des 14. Jahrhunderts. Sie stellt Johannes den Täufer mit Lamm und Buch dar.
Im Jahr 1917, Mitte des Ersten Weltkrieges, wurden die Glocken der Pfarrkirche in Dudeldorf abmontiert, um daraus Kriegswaffen herzustellen. Eine dieser Glocken stammte aus dem Jahr 1619. Sie wog 11 Zentner. Sie war aus edlem Metall gegossen und trug die Inschrift: „Maria heiße ich, dem Dienste Gottes luden ich, den Dunnre verdrinne ich, Jan von Trier goss mich.“ Die andere Glocke wog 17 Zentner und wurde 1854 gegossen.
Von 1924 bis 1925 wurde die Kirche von Rollmann (Vorname nicht bekannt) noch in neugotischen Formen ausgemalt. Diese qualitätvolle Fassung – Pflanzenmotive in den Gewölbezwickeln, stilisierte Ranken auf der unteren Hälfte der Wände, Teppichmuster im Chor – wurde bei der letzten Restaurierung 1989 wieder freigelegt.
Der neubarocke Hochaltar von 1926 verwendet einen spätbarocken Tabernakel von 1747. Die beiden anderen Seitenaltäre wurden unter Verwendung der Altäre des Vorgängerbaues 1938 beziehungsweise nach 1950 in ihrer heutigen Form gestaltet. Sie besitzen beide eine Pietà beziehungsweise eine Kreuzigungsgruppe. Den heutigen Hauptaltar ziert eine Darstellung des letzten Abendmahls. Er stammt wie die Verglasung, der Kreuzweg und das Taufbecken aus der Bauzeit der Kirche.
Während einer Andacht in den Jahren des Dritten Reiches, verwies der damalige Pfarrer Josef Biwer, welche die Messe hielt, SA-Mitglieder der NS-Kreisleitung Dudeldorf aus der Kirche.

## Pfarrer von Dudeldorf
- Stephan Gerber (seit 2016)
- Stefan Koch (von 2013 bis 2015)
- Andreas Müller (von 2007 bis 2013)
- Werner Jöbgen † (von 1990 bis 2007)
- Josef Krämer † (Pfarrverwalter von 1979 bis 1985 und Pfarrer von 1985 bis 1990)
- Friedrich Lauer † (von 1960 bis 1975)
- Josef Biwer † (von 1921 bis 1960)
- Johann Boesen † (von 1925 bis 1952)